# Periurbanização

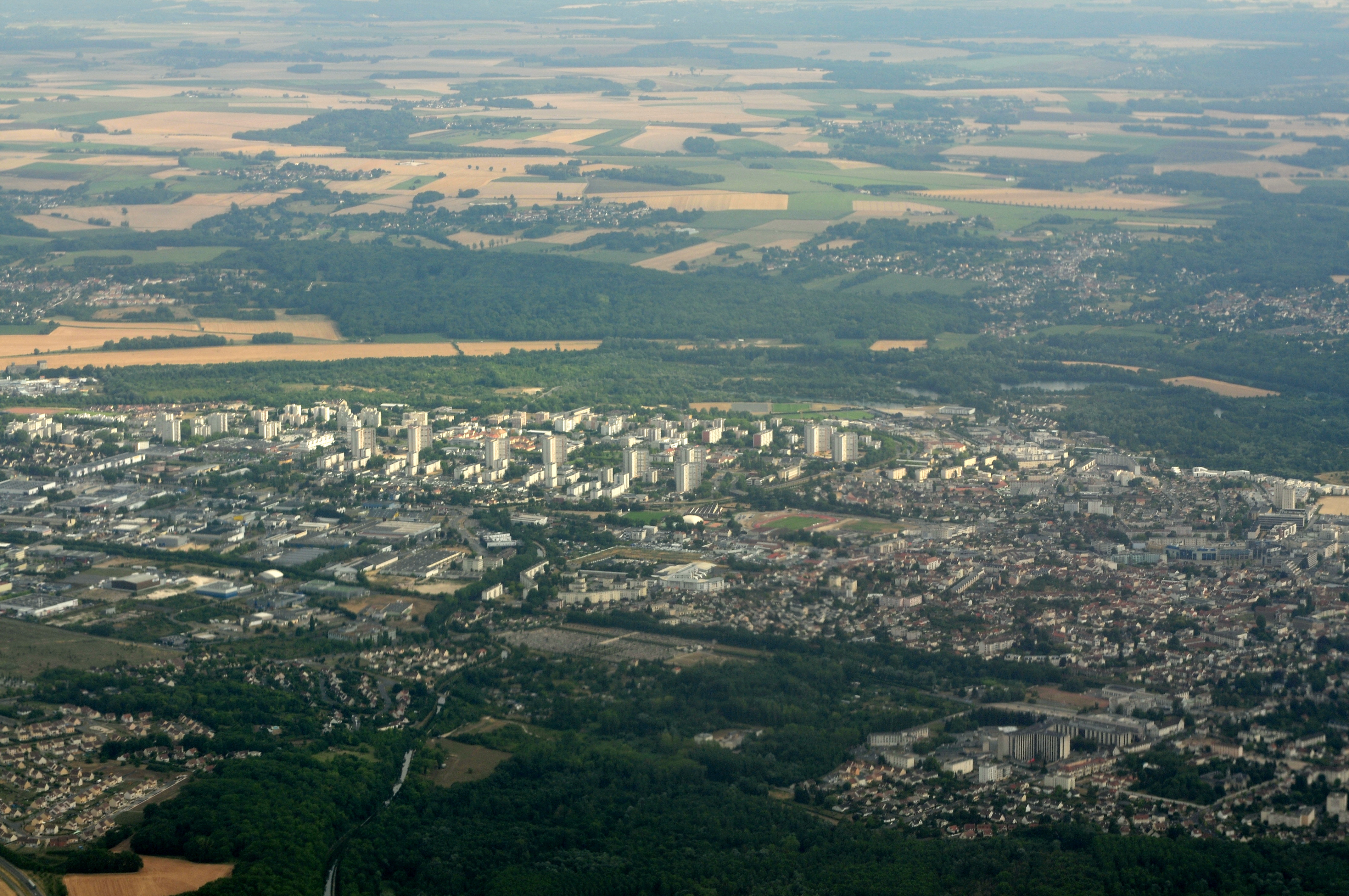
Extensão urbana

Periurbanização consiste no processo de expansão urbana para além dos subúrbios de uma cidade, caracterizando-se pelo desenvolvimento de atividades e estruturas urbanas misturadas com atividades rurais.